# John Yates
John Yates (Blackburn, 3 gennaio 1861 – 1º giugno 1917) è stato un calciatore inglese, di ruolo attaccante.

## Carriera

### Club
Ha trascorso l'intera carriera in Inghilterra.

### Nazionale
Nell'unica partita che giocò con la Nazionale inglese realizzò una tripletta, era il 1889.